# Бирини (усадьба)
Бирингсгоф (нем. Buringshof), ныне Бирини (латыш. Bīriņu pils) — бывшая дворянская усадьба (мыза) в исторической области Видземе, в посёлке Бирини Лимбажского района Латвии.
Расположена в 55 км на северо-восток от Риги.

## История
В XVIII веке окрестные земли были приобретены представителями рода Менгденов.
Между 1857 и 1860 годами в неоготическом стиле по проекту архитектора Фридриха Вильгельма Хесса для представителя старинного дворянского рода Пистолькорсов барона Августа фон Пистолькорса построен ныне существующий усадебный дом-замок.
Замок был перестроен в начале XX века по проекту архитектора Рудольфа Генриха Цирквица. Во время этих работ фасад здания был упрощён.
В 1920-е годы в ходе аграрной реформы усадьба была национализирована и в 1926 году замок был превращён в санаторий для работников полиграфической промышленности. В таком качестве он просуществовал до 1995 года.
В 1994 году замок был приватизирован и его помещения переоборудованы под гостиницу. Здание находится в окружении большого ландшафтного парка. В парке есть склеп семьи фон Пистолькорс, подвергшийся разрушению в советский период.
В господском доме проводятся экскурсии. В 2009 году на территории усадьбы проходили съёмки телесериала «Пожар» (латыш. UgunsGrēks).